# Rebecca Burch
Rebecca L. Burch (* 16. Dezember 1972) ist eine US-amerikanische Psychologin. Sie ist Professorin in Oswego.

## Leben
Burch erlangte 1993 den Associates of Science in Liberal Arts am Adirondack Community College in Glens Falls, New York und machte 1995 ihren Bachelor in Psychologie an der „State University of New York“ in Brockport. Von 1995 bis 1997 arbeitete sie als Assistentin des Direktors der klinischen Psychologie an der „Adirondak Samaritan Counseling Center“ in Hudson Falls, New York. Im Jahr 2002 beendete sie ihre Dissertation unter Gordon Gallup an der Universität von Albany. Von 2001 bis 2003 war sie Assistenz-Professorin am Colby College in Waterville und ging 2004 nach Oswego. Ihre Untersuchung über antidepressive Eigenschaften von menschlichem Ejakulat fand mediales Interesse.

## Forschungsschwerpunkte
- evolutionäre, biologische und soziale Faktoren für häusliche Gewalt
- evolutionäre Gründe für das menschliche Verhalten
- Verhaltens-Endokrinologie
- psychologische Effekte des menschlichen Sexualverhaltens
- olfaktorische Prozesse und Perzeption
- Unterschiede im menschlichen Sexualverhalten und Homosexualität

## Schriften (Auswahl)
- (2002) University at Albany, Suny, Albany, New York. Antidepressant properties of semen: Extensions and impliation for human female sexual behavior